# Тиратрон

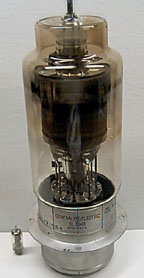
Миниатюрный тиратрон 2D21 (слева внизу, используется в контрольных цепях) и большой водородный тиратрон фирмы General Electric, используемый в импульсных радарах

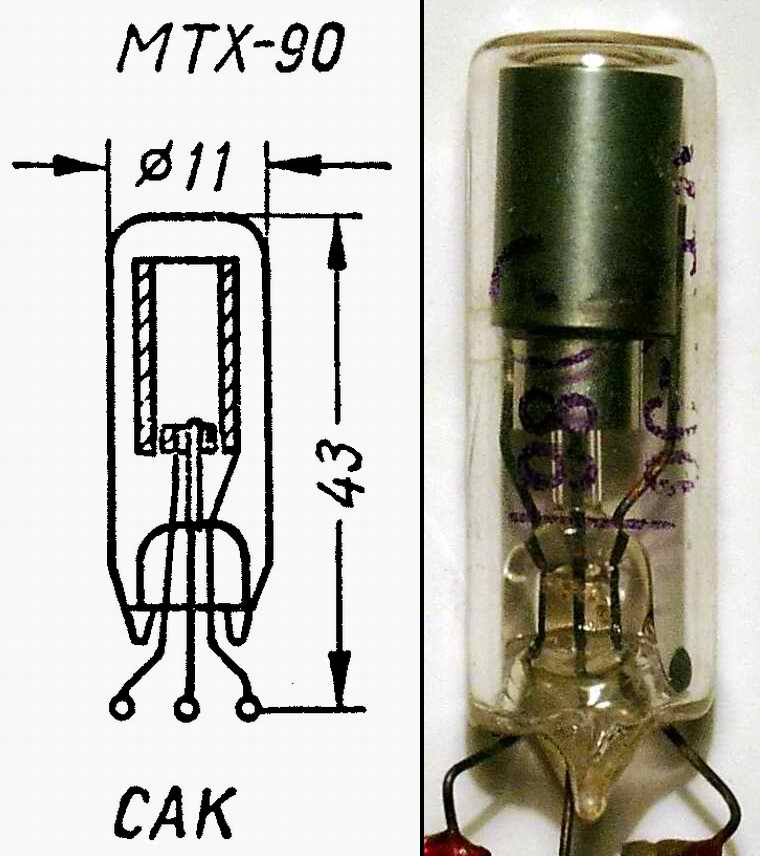
Тиратрон (триод) МТХ-90, СССР, 1986 г.

Тиратроны ТХ4Б.

Тиратро́н — ионный (газоразрядный) прибор, в котором при помощи одного или нескольких управляющих электродов обеспечивается управление моментом возникновения разряда.
К тиратронам с холодным катодом примыкают аркотроны — лампы с твёрдым холодным катодом на рабочие токи порядка единиц ампер, в которых имеется управляющая сетка для зажигания маломощным сигналом и вспомогательная сетка для пропуска подготовительного тока 10—20 мА.

## Конструкция
Тиратрон представляет собой колбу, наполненную газом, в которой помещены три (или более) электрода. Для наполнения используются инертные газы, водород или пары ртути при давлении 2000—3000 Па. Электроды тиратрона называются анодом, катодом и сеткой по аналогии с вакуумным триодом. Катод тиратрона обычно выполняется в виде металлического цилиндра, активированного цезием. Сетка имеет форму диска с отверстием и располагается в баллоне между анодом и катодом; она служит для зажигания газового разряда в пространстве между анодом и катодом. Для выполнения более сложных функций, чем включение и выключение электрического тока, тиратроны могут иметь две и больше сеток. В зависимости от количества сеток тиратроны называются: с одной — триод, с двумя — тетрод, с тремя и более — пентод, гексод. В трёхэлектродном тиратроне — триоде — разряд зажигается при подаче на сетку положительного по отношению к катоду напряжения определённой[какой?] величины. Если при этом на аноде есть положительное по отношению к катоду напряжение, то газ между анодом и катодом ионизируется и тиратрон зажигается. При этом, в отличие от вакуумных триодов, при изменении потенциала сетки нельзя изменить величину анодного тока или погасить тиратрон. Объясняется это тем, что образовавшиеся в результате ионизации газа отрицательные электроны притягиваются сеткой и нейтрализуют её положительный заряд. В ряде схем управляющая сетка имеет отрицательный потенциал. В этом случае сетка зажжённого тиратрона притягивает положительные ионы, которые нейтрализуют её отрицательный заряд. В обоих случаях сетка теряет своё управляющее действие. Чтобы погасить тиратрон, необходимо отключить анодное напряжение или уменьшить его до величины ниже напряжения поддержания разряда.
Условно принято разделять тиратроны по назначению на маломощные и мощные. Маломощные тиратроны предназначены для индикации и выполнения логических функций в автоматических устройствах. Мощные тиратроны предназначены для управления токами большой величины в устройствах электропитания и электропривода. Мощные тиратроны способны коммутировать импульсы тока до 10 кА при напряжении до 50 кВ. В современной электронике тиратроны используются редко, они почти полностью вытеснены полупроводниковыми приборами. Полупроводниковой альтернативой тиратрону является тиристор.

## Разновидности тиратронов

### Тиратроны тлеющего разряда (ТТР)
В тиратронах тлеющего разряда ток проходит через газ, ионизированный тлеющим разрядом. Баллон тиратрона наполнен смесью инертных газов (такое же наполнение имеет стабилитрон тлеющего разряда). Анод выполнен в виде металлического цилиндра, внутри которого расположен катод в виде петли тонкой проволоки со специальным покрытием, облегчающим зажигание газового разряда. На катод надет металлический цилиндр меньшего диаметра, выполняющий роль сетки (конструкцию тиратрона МТХ-90 см на иллюстрации). Такие тиратроны не требуют нагревания катода, поэтому они имеют ещё одно название — тиратроны с холодным катодом. Тиратроны тлеющего разряда относятся к маломощным тиратронам. Они применялись в устройствах автоматики для индикации (от одиночных контрольных ламп до матричных аналого-цифровых панелей с динамическим управлением) и выполнения логических функций. Особые конструкции электродов позволяли реализовать на тиратронах целый ряд логических функций без использования других активных компонентов. Логические тиратроны тлеющего разряда в 1960-е годы считались в СССР перспективным направлением в электронике, выпускались модели ТХ3Б и ТХ4Б (общего применения), ТХ8Г (функция И), ТХ7Г (функция ЗАПРЕТ), ТХ9Г (два элемента И с одним общим входом), ТХ6Г (комбинация элемента И и ячейки памяти). Независимо от конструктивного исполнения, любой тиратрон может работать ячейкой памяти, индикатором, усилителем тока (ключом) и нормализатором сигналов.
Тиратроны различаются способом подачи управляющего сигнала (способом поджига)
- тиратроны, управляемые током (трёхэлектродные)
- тиратроны, управляемые напряжением (четырёхэлектродные)

а также
- управляемые положительными напряжениями
- управляемые отрицательными напряжениями

Для снижения величины управляющего тока внутрь тираторона иногда вводят радиоизотопный источник ионизирующего излучения.
В отечественных телевизорах серии УЛПТ-61-II в качестве задающего генератора кадровой развёртки применялись тиратроны тлеющего разряда типа ТХ4Б. К сожалению, конструкция этого узла была выполнена неудачно, что приводило к ненадёжной работе кадровой синхронизации при незначительном износе катода тиратрона. Это привело разработчиков к отказу от тиратрона в пользу схем на электронных лампах. Для ремонта телевизоров с тиратронами иногда применялись разработанные радиолюбителями изменения схемы, повышающие стабильность работы кадровой развёртки при износе тиратрона.

### Индикаторные тиратроны
Индикаторные тиратроны — особый класс тиратронов тлеющего разряда, предназначенных, как и следует из их названия, не столько для коммутации электрических цепей, сколько для индикации. В отличие от простых неоновых ламп, они способны управляться пониженными напряжениями, а также запоминать своё состояние, разгружая управляющую ими вычислительную систему для выполнения других задач. Некоторые индикаторные тиратроны являются люминофорными, и позволяют получать цвета, отличные от свойственного неону оранжево-красного.
Хотя ничто не мешает применять для индикации практически любой подходящий по параметрам тиратрон тлеющего разряда, выполненный в прозрачном баллоне, использование в этом качестве именно специальных, индикаторных тиратронов позволяет получить значительно лучшие эргономические и эстетические показатели.
Отечественные индикаторные тиратроны представлены моделями: МТХ-90 — трёхэлектродный (данный тиратрон до сих пор используется в устройствах железнодорожной автоматики в блоке выдержки времени БВМШ, в качестве активного элемента релаксационного генератора в устройствах автоматического периодического срабатывания стробоскопов на импульсной лампе, в генераторах высокого напряжения некоторых ионизаторов воздуха, в качестве источника света и одновременно активного элемента релаксационного генератора в приборах для фототерапии, в сенсорных устройствах, где он открывается при воздействии на сетку наводок от прикосновения пальца к сенсору, подключённому к сетке через сопротивления в 1 МОм (наличие этого сопротивления обязательно!) и др.), ТХ5Б — четырёхэлектродный, ТХ16Б — пятиэлектродный, ТХ17Б — пятиэлектродный люминофорный зелёный, ТХ18А — трёхэлектродный, ТХ19А — шестиэлектродный люминофорный, существует в вариантах ТХ19АЖ — жёлтый, ТХ19АЗ — зелёный, ТХ19АК — красный, ТХИ2С — четырёхэлектродный, ИТС1 — семисегментный люминофорный (зелёный) газоразрядный индикатор с функцией запоминания состояния каждого сегмента по принципу тиратрона.

### Тиратроны с накалённым катодом
Эти тиратроны имеют ещё одно название — тиратроны дугового разряда. В отличие от тиратронов тлеющего разряда (тиратронов с холодным катодом), тиратроны с накаленным катодом имеют подогревный катод. Баллон тиратрона наполняется парами ртути, инертными газами (используются неон, ксенон, криптон-ксеноновая смесь, аргоно-ртутная смесь) или водородом. Газовый разряд в тиратронах относится к классу несамостоятельных дуговых разрядов, то есть разряд в этом случае происходит при пониженном давлении и поддерживается термоэлектронной эмиссией с катода. В тиратронах может использоваться как катод косвенного накала (подогреваемый нитью накаливания), так и катод прямого накала ленточной конструкции (выполненный из металлической ленты). Расположение витков ленты подбирается так, чтобы поток ионов газа был направлен параллельно поверхности ленты. Этот прием используется для защиты поверхности катода от разрушения ионами газа. Напряжение питания для подогрева катода выбрано низким (до пяти вольт) потому, что при более высоких напряжениях возможно зажигание газового разряда в баллоне между выводами катода. Это явление называется пробоем катода.
Тиратроны с накалённым катодом относятся к разряду мощных тиратронов и применяются для управления большими токами. Ранее они широко применялись в промышленной электронике и электротранспорте в схемах управляемых выпрямителей и силовых коммутаторов. В настоящее время тиратроны с накалённым катодом почти полностью вытеснены тиристорами, выполняющими те же функции. Кроме того, мощные тиратроны обычно имели наполнение с парами ртути, и в настоящее время использование таких приборов запрещено. Теперь мощные тиратроны выпускаются с водородным наполнением и применяются для управления токами очень большой величины при высоких напряжениях (в таких условиях тиристоры работать не способны). Примером такого тиратрона является мощный тиратрон, показанный на фотографии.
- Применение ртутных тиратронов в наши дни запрещено.[источник не указан 42 дня]
- Импульсные водородные тиратроны широко применяются как коммутирующие ключи в линейных модуляторах

## Маркировка
В СССР была принята следующая система маркировки тиратронов.
- ТГ («тиратрон с газовым наполнением») — тиратроны с накалённым катодом, наполненные инертным газом
- ТГИ («тиратрон с газовым наполнением, импульсный») — импульсные тиратроны, наполненные газом (как правило, водородом)
- ТР («тиратрон ртутный») — ртутные тиратроны с накалённым катодом
- ТГР («тиратрон газово-ртутный») — тиратроны с накалённым катодом со смешанным наполнением
- ТХ, МТХ («тиратрон холодный») — тиратроны тлеющего разряда
- ТПИ — тиратроны с полым катодом
- ТДИ — тиратроны с дуговой формой разряда